# Java Anon Proxy
Pour les articles homonymes, voir JAP.
Java Anon Proxy, également connu sous l'acronyme JAP, ou encore JonDonym, est un système de proxy écrit en Java conçu pour naviguer sur le World Wide Web en restant anonyme. Il a été à l'origine développé dans le cadre d'un projet de l'Université technique de Dresde, l'Université de Ratisbonne et la commission de la vie privée du Schleswig-Holstein. Le logiciel client est programmé en Java.